# The Rain King
«The Rain King» es el octavo episodio de la sexta temporada de la serie de televisión estadounidense de ciencia ficción The X-Files. Se estrenó en la cadena Fox el 10 de enero de 1999. «The Rain King» fue escrito por Jeffrey Bell y dirigido por Kim Manners. El episodio es una historia del «monstruo de la semana», desconectada de la amplia mitología de la serie. «The Rain King» obtuvo una calificación doméstica Nielsen de 12,5 y fue visto por 21,2 millones de personas en su emisión inicial. La recepción crítica del episodio fue mayoritariamente mixta, con resultados que variaron de negativos a positivos.
El programa se centra en los agentes especiales del FBI Fox Mulder (David Duchovny) y Dana Scully (Gillian Anderson) que trabajan en casos vinculados a lo paranormal, llamados expedientes X. Mulder cree en lo paranormal, mientras que a la escéptica Scully se le ha asignado la tarea de desacreditar su trabajo. En el episodio, se les pide a Mulder y Scully que investiguen los extraños fenómenos climáticos que ocurren en un pequeño pueblo. Encuentran a un hombre, Daryl Mootz, que afirma producir la lluvia.
«The Rain King» fue escrito por Jeffrey Bell, su primer guion para el programa. El episodio se compró originalmente como un guion independiente, pero luego contrataron a Bell como escritor a tiempo completo. Grapevine, Piru y Culver City, California, sirvieron como la ciudad ficticia de Kroner, Kansas durante el rodaje. El episodio requirió varias secuencias elaboradas de efectos especiales para crear un granizo en forma de corazón y simular una vaca voladora.

## Argumento
El día de San Valentín en Kroner, Kansas, Sheila Fontaine y Daryl Mootz discuten. Fontaine había publicado la noticia de su compromiso en el periódico, pero Mootz había querido mantenerlo en secreto mientras la sequía empobreciera el negocio. Después de la discusión, Mootz sale a conducir ebrio, pero se estrella cuando un granizo en forma de corazón destroza su auto.
Seis meses después, Mulder y Scully llegan a Kroner a petición del alcalde. Desde hace varios meses una terrible sequía azota la región. Sin embargo, Mootz, que ahora se autodenomina «El rey de la lluvia», parece tener el poder de controlar el clima. Por una suma considerable, consigue hacer llover. Mulder y Scully obtienen una lista de clientes y se dirigen a la estación de televisión local para hablar con el meteorólogo, Holman Hardt. Hardt admite que, si bien los talentos de Mootz son extraños, parece tener realmente el poder de controlar el clima. Mulder y Scully, ambos escépticos, asisten a uno de los rituales de Mootz. A pesar de sus nociones preconcebidas, Mulder y Scully ven cómo Mootz aparentemente trae lluvia a una granja seca.
Mulder y Scully se registran en un motel, donde una vaca atraviesa el techo de la habitación de Mulder. Después del incidente, Sheila, entre lágrimas, confiesa que la vaca podría haber sido culpa suya. Ella admite que ha experimentado una extraña historia de fenómenos relacionados con el clima y cree que puede controlar el clima inconscientemente. Mulder le asegura lo contrario. Durante la conversación, Hardt escucha que Mootz estaba borracho la noche del accidente y se siente aliviado. Inmediatamente, los poderes de lluvia de Mootz parecen desaparecer.
Se revela que Holman Hardt es en realidad quien controla el clima. Todo el extraño clima fue el efecto secundario de su amor silencioso durante mucho tiempo por Sheila. Se sentía culpable de que su problema relacionado con el clima provocara que Mootz estrellara su auto, por lo que haría que lloviera para Mootz. Sin embargo, una vez que se dio cuenta de que Mootz había estado borracho la noche del accidente, dejó de hacerlo. Desafortunadamente, Mulder comienza a atraer involuntariamente a Sheila, lo que resulta en una tormenta masiva que se materializa debido a las emociones del meteorólogo. Sin embargo, en la reunión de la escuela secundaria de la ciudad, Hardt admite su amor por Sheila, quien lo acepta. La tormenta cesa y Hardt y Sheila viven felices para siempre.

## Producción

### Escritura
«The Rain King» fue el primer episodio escrito por Jeffrey Bell para la serie. Bell nunca tuvo la intención de trabajar en televisión, pero después de escribir tres ideas de guion, las envió a los productores del programa. El personal de redacción quedó impresionado con las historias y acordó comprar una, que finalmente se convirtió en «The Rain King», como guion independiente. Mientras desarrollaba el guion final, Bell contó con la ayuda de Frank Spotnitz, John Shiban y Vince Gilligan; Los tres veteranos de X-Files le enseñaron a Bell el proceso de «toma de notas», mediante el cual se utilizan tarjetas de notas para desarrollar una historia. Los tres le propusieron la idea de la historia al creador de la serie Chris Carter en agosto, y Bell fue contratado más tarde como escritor permanente del programa.
El guion sufrió cambios considerables. Inicialmente, Bell no sabía que Daryl Mootz «se robaría el show» y por eso el episodio no lo presentó tanto. En los primeros borradores, la relación entre Holman y los agentes del FBI no era tan fuerte. En el borrador final, Bell intentó comparar el estado emocional de Mulder y Scully con la caracterización de Hardt, señalando: «Aquí tienes a un tipo que afecta el clima porque está reprimiendo sus emociones [...] ¿y quién mejor para ayudarlo que dos personas cuyas emociones están reprimidas y nunca expresan sus sentimientos el uno por el otro?».

### Rodaje

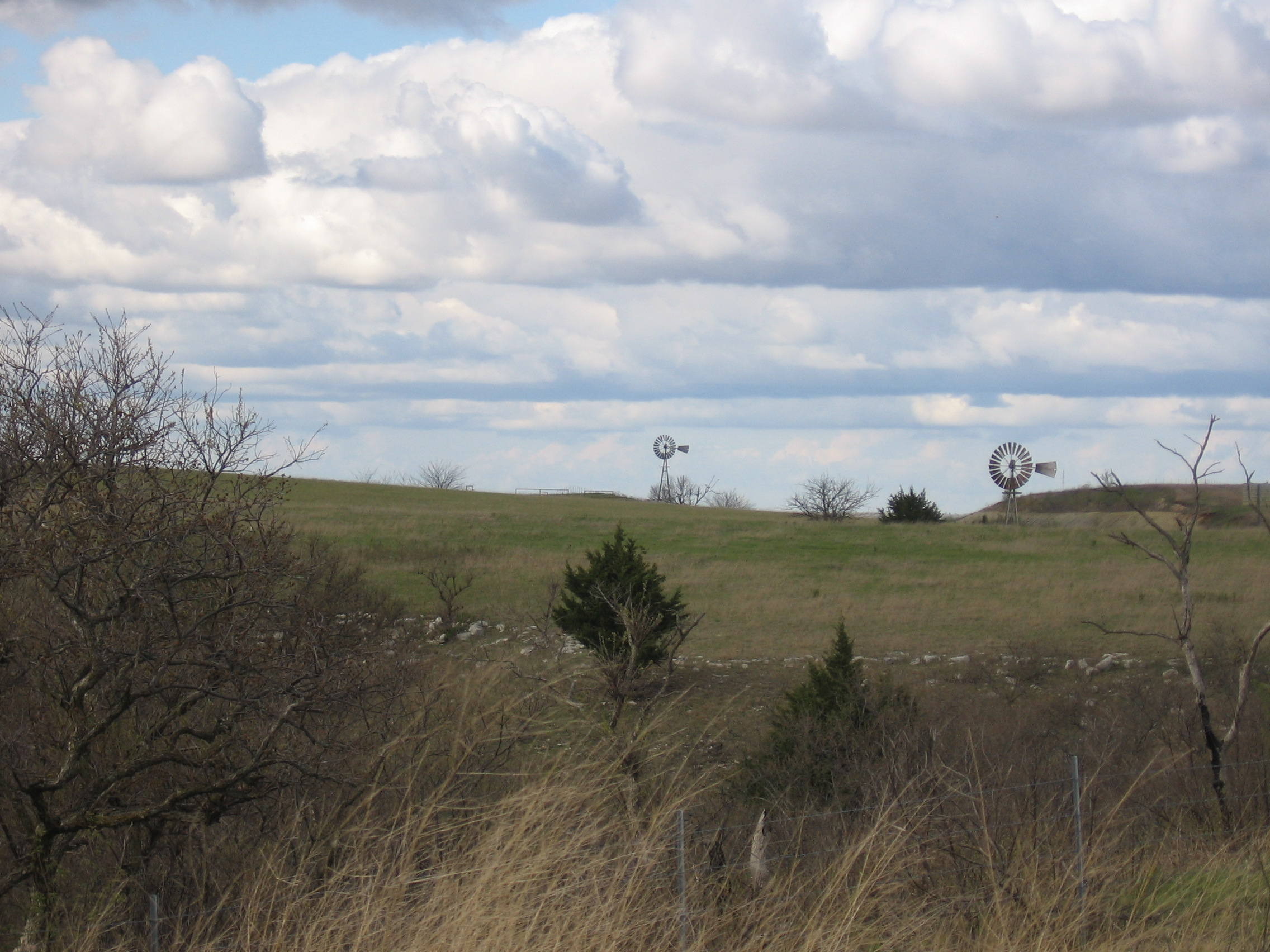
El episodio se desarrolló en la ciudad ficticia de Kroner, Kansas (en la foto, una pradera de Kansas).

La escena en la que Daryl Mootz estrella su auto contra un poste después de ser golpeado por un granizo en forma de corazón fue filmada en una «carretera solitaria» cerca de Grapevine, California. La carretera se utilizaba tan poco que el Departamento de Transporte de California no tuvo problemas en cerrarla entera para que el equipo pudiera filmar la escena. El director Kim Manners estaba contento con la forma en que resultó la filmación, aunque notó que filmar el accidente real fue difícil, porque el auto seguía chocando contra el poste en un ángulo no deseado.
Ilt Jones, el director de localización de la serie, decidió utilizar Piru, California, como sustituto de Kroner, Kansas, una ciudad ficticia que lleva el nombre del compañero de cuarto de Bell en la universidad. Las tomas exteriores de «How the Ghosts Stole Christmas» se filmarían más tarde en la misma ciudad. Las escenas culminantes en la escuela secundaria de Kroner fueron filmadas en una escuela secundaria abandonada en Culver City, California. A Corey Kaplan y su equipo de arte se les encomendó la tarea de convertir el gimnasio abandonado en un escenario de reunión creíble.

### Efectos
El encargado de la propiedad Tom Day y la diseñadora de vestuario Christine Peters tuvieron la tarea de diseñar la pierna protésica falsa que Clayton Rohner usa en el episodio. Como Rohner tiene ambas piernas, Peters tuvo que crear un arnés único que sacara la pierna real de Rohner de la línea de visión de la cámara. Rohner describió más tarde el arnés como «doloroso».
Se utilizó un motel real llamado Sierra Palona Motel para filmar la escena en la que una vaca atraviesa el techo de la habitación del motel de Mulder. Para obtener el permiso, Jones llegó a un acuerdo con los propietarios: si al personal de producción se le permitía hacer un agujero en el techo del motel, el programa pagaría un techo completamente nuevo después. Duke Tomasick, coordinador de construcción de The X-Files , dijo más tarde que la «parte divertida» fue «llamar a los techadores locales y explicarles qué tipo de daño nos repararían».
Al productor de efectos especiales Bill Millar se le encomendó la tarea de crear una toma de la vaca siendo absorbida por una tormenta. Para ello, fotografió varias vacas en un campo como referencia. Luego, utilizando tecnología digital animó el efecto deseado. Luego, este metraje se combinó con una toma de una «marioneta de vaca» cayendo en una recreación de la habitación del motel de Mulder en Fox Studios. En el último minuto, Millar notó que el color de la marioneta de vaca era diferente al de su vaca generada por computadora, lo que le obligó a cambiar rápidamente el color. Kim Manners declaró más tarde que lo que más lamenta con el episodio es que no hizo que David Duchovny respondiera «Got milk?» después de que la vaca se estrellara contra su techo.

## Emisión y recepción
«The Rain King» se estrenó en la cadena Fox el 10 de enero de 1999. Después de su emisión inicial en Estados Unidos, el episodio obtuvo una calificación doméstica Nielsen de 12,5, con una participación del 18, lo que significa que aproximadamente el 12,5 por ciento de todos los televisores equipados Los hogares y el 18 por ciento de los hogares que miraban televisión sintonizaron el episodio. Fue visto por 21,20 millones de espectadores. «The Rain King» fue el episodio de mayor audiencia de la sexta temporada y el último episodio de The X-Files visto por más de 20 millones de espectadores. Fox promocionó el episodio con el lema «Mulder ha sido secuestrado, infectado y desacreditado. Esta noche, enfrenta el mayor peligro de su vida... una mujer enamorada».
La recepción crítica fue mayoritariamente mixta, con resultados que variaron de negativos a positivos. Tom Kessenich, en su libro Examinations: An Unauthorized Look at Seasons 6–9 of the X-Files escribió positivamente sobre el episodio y dijo, «“The Rain King” era lindo. Muy lindo. […] Y, sin embargo, nunca me encontré a mí mismo sufriendo una sobrecarga de ternura. De hecho, me reí y sonreí todo el tiempo». Starpulse nombró a «The Rain King» como el noveno mejor episodio de X-Files y elogió el enfoque más ligero de lo paranormal, diciendo que el episodio era una «forma ingeniosa de utilizar el motivo paranormal del programa para algo más que emociones». Zack Handlen de The A.V. Club otorgó al episodio una calificación de «B+». A pesar de criticar el programa por «filmar en la tierra del sol y las gotas de limón» y «al borde de esa vibra de película independiente demasiado cursi», Handlen señaló que «la dulzura esencial del episodio tiene suficientes apartes sarcásticos de nuestros héroes [...] que nunca se descarrila completamente». Sin embargo, señaló que la ubicación del episodio, después de una serie de varios episodios humorísticos, perjudicó su recepción; Argumentó que, si hubiera aparecido en una temporada anterior y más oscura, la entrada ahora sería vista como «un clásico tonto».
Robert Shearman y Lars Pearson, en su libro Wanting to Believe: A Critical Guide to The X-Files, Millennium & The Lone Gunmen, le dieron al episodio una crítica mixta y lo calificaron con tres de cinco. Los dos elogiaron la escena en la que la vaca es absorbida por el tornado, calificándola de «realmente, muy divertida» y «genialidad cómica», pero señalaron que «una comedia romántica no puede funcionar solo con vacas voladoras». Shearman y Pearson citaron fallas de reparto que explican por qué los episodios no pudieron estar a la altura de su potencial. Otras críticas fueron más negativas. En una resena del episodio de la séptima temporada «Brand X», Sarah Kendzior de 11th Hour Magazine citó «The Rain King» como uno de los peores episodios de The X-Files. Paula Vitaris de Cinefantastique le dio al episodio una crítica mixta y le otorgó dos estrellas de cuatro. Vitaris criticó duramente la escena de la «vaca voladora», señalando que la escena fue «mal ejecutada» y «ofensiva» por convertir la muerte de una criatura en una broma, así como la escena final, que, según ella, presentaba un «falso cielo color pastel». Andy Meisler, en The End and the Beginning señaló que el episodio fue mal recibido por los fanáticos en Internet.